# سرپاور پشت‌نارنجی
سرپاور پشت‌نارنجی (نام علمی: Sthenoteuthis pteropus) نام یک گونه از خانواده سرپاور پرنده است.